# ウォーレン郡 (ミズーリ州)
ウォーレン郡（英: Warren County）は、アメリカ合衆国ミズーリ州の東部、ミズーリ川の北岸に位置する郡である。2010年国勢調査での人口は32,513人であり、2000年の24,525人から32.6％増加した。郡庁所在地はウォーレントン市（人口7,880人）であり、同郡で人口最大の都市でもある。ウォーレン郡は1833年1月5日に組織化され、郡名はアメリカ独立戦争のバンカーヒルの戦いで戦死したジョセフ・ウォーレン将軍に因んで名付けられた。
ウォーレン郡はセントルイス大都市圏に属している。マーサズビルから東にセントチャールズ郡に入る地域には多くのブドウ園があるので、郡内を横切るミズーリ州道94号線は「ミズーリ・ヴァインシュトラーセ」と呼ばれている。ウォーレン郡はミズーリ・ラインランドに入っており、ミズーリ川の両岸に賞を獲得するようなワイン醸造所が並んでいる。

## 地理
アメリカ合衆国国勢調査局に拠れば、郡域全面積は437.74平方マイル (1,133.7 km2)であり、このうち陸地431.31平方マイル (1,117.1 km2)、水域は6.43平方マイル (16.7 km2)で水域率は1.47％である。

### 主要高規格道路
- 州間高速道路70号線
- アメリカ国道40号線
- ミズーリ州道47号線
- ミズーリ州道94号線

### 隣接する郡
- リンカーン郡 - 北
- セントチャールズ郡 - 東
- フランクリン郡 - 南
- ガスコネイド郡 - 南西
- モンゴメリー郡 - 西

## 人口動態
以下は2000年の国勢調査による人口統計データである。
| 基礎データ - 人口: 24,525人 - 世帯数: 9,185 世帯 - 家族数: 6,888 家族 - 人口密度: 22人/km2（57人/mi2） - 住居数: 11,046軒 - 住居密度: 10軒/km2（26軒/mi2） 人種別人口構成 - 白人: 95.89% - アフリカン・アメリカン: 1.94% - ネイティブ・アメリカン: 0.45% - アジア人: 0.24% - 太平洋諸島系: 0.02% - その他の人種: 0.44% - 混血: 1.02% - ヒスパニック・ラテン系: 1.28% 先祖による構成 - ドイツ系：41.4％ - アメリカ人：13.8％ - アイルランド系：10.2％ - イギリス系：7.0％ 年齢別人口構成 - 18歳未満: 26.9% - 18-24歳: 7.6% - 25-44歳: 28.8% - 45-64歳: 23.7% - 65歳以上: 13.0% - 年齢の中央値: 37歳 - 性比（女性100人あたり男性の人口） - 総人口: 98.6 - 18歳以上: 96.1 | 世帯と家族（対世帯数） - 18歳未満の子供がいる: 34.7% - 結婚・同居している夫婦: 62.2% - 未婚・離婚・死別女性が世帯主: 8.9% - 非家族世帯: 25.0% - 単身世帯: 20.8% - 65歳以上の老人1人暮らし: 8.8% - 平均構成人数 - 世帯: 2.64人 - 家族: 3.05人 収入と家計 - 収入の中央値 - 世帯: 41,016米ドル - 家族: 46,863米ドル - 性別 - 男性: 36,315米ドル - 女性: 23,443米ドル - 人口1人あたり収入: 19,690米ドル - 貧困線以下 - 対人口: 8.6% - 対家族数: 6.4% - 18歳未満: 10.5% - 65歳以上: 10.4% |

## 都市と町
| - アスペンホフ - ダッツォー - フォリステル - インスブルック | - マーサズビル - ミンデン - ペンドルトン - トレロア | - トルーズデール - ウォーレントン - 郡庁所在地 - ライトシティ |  |

## 政治

### 地方
ウォーレン郡の地方レベルでは共和党が完全に政治を支配しており、郡の選挙で選ばれる役職を独占している。

### 国政
大統領選挙のレベルでは準郊外地域と同様に、共和党支持の傾向がある。1992年に、ビル・クリントンが相対多数で制したのが、民主党候補がウォーレン郡を制した最後の選挙となっている。
ウォーレン郡は州北東部、田園と準郊外が大半である地域と同様、社会的にまた文化的に保守的であり、それが共和党支持の傾向に影響している。2004年の州民投票では、結婚を男と女の結合として定義する州憲法改正案をウォーレン郡は75.87％という圧倒的多数で賛成した。州全体でも71％の賛成で可決し、ミズーリ州は同性結婚を禁止する最初の州になった。2006年の州民投票では、胚性幹細胞の研究を予算化し、合法化する憲法改正案が掛けられたが、ウォーレン郡では53.23％が反対した。州全体では51%の賛成と辛うじて改正が成立し、胚性幹細胞の研究を最初に認めた州の1つになった。郡民は伝統的に社会問題に保守的であるが、最低賃金の増加のような人民主義的施策は支持する傾向にある。やはり2006年の州民投票で最低賃金を時間あたり6.50ドルに増やす命題については、ウォーレン郡では77.48％が支持した。この命題は州内のどの郡でも支持され、75.94％が賛成した。

#### 2008年大統領予備選挙
2008年の大統領予備選挙で、ウォーレン郡は共和党のジョン・マケインと民主党のヒラリー・クリントンを選んだ。民主党の予備選挙ではヒラリー・クリントンが1位となり、さらに共和党予備選挙で各候補に投じられた票数よりも多かった。